# Trollius dschungaricus
Trollius dschungaricus är en ranunkelväxtart som beskrevs av Eduard August von Regel. Trollius dschungaricus ingår i släktet smörbollssläktet, och familjen ranunkelväxter. Inga underarter finns listade i Catalogue of Life.